# Champcueil
Champcueil ist eine französische Gemeinde mit 2.873 Einwohnern (Stand: 1. Januar 2022) im Département Essonne in der Region Île-de-France. Sie gehört zum Arrondissement Evry und ist Teil des Kantons Mennecy. Die Einwohner werden Champcueillois genannt.

## Geographie
Champcueil liegt etwa 39 Kilometer südöstlich von Paris. Die Gemeinde liegt im Regionalen Naturpark Gâtinais français. Im Norden wird die Gemeinde durch Chevannes begrenzt, im Nordosten durch Auvernaux, im Osten und Südosten durch Nainville-les-Roches, im Süden und Südosten durch Soisy-sur-École, im Südwesten durch Mondeville und Baulne sowie im Westen durch Ballancourt-sur-Essonne.

## Bevölkerungsentwicklung
| Jahr                      | 1962 | 1968 | 1975 | 1982 | 1990 | 1999 | 2006 | 2012 |
| Einwohner                 | 515  | 1147 | 2205 | 2129 | 2586 | 2528 | 2732 | 2828 |
| Quelle: Cassini und INSEE |      |      |      |      |      |      |      |      |

## Sehenswürdigkeiten
- Kirche Notre-Dame-de-l’Assomption-de-la-Très-Sainte-Vierge, im 12. und 13. Jahrhundert erbaut, Umbauten im 19. Jahrhundert, seit 1986 Monument historique
- Menhir des Buttes Noires

## Persönlichkeiten
- Nicolas de Neufville, seigneur de Villeroy (1542–1617), Herr über Champcueil